# Askia Traoré
Askia Traoré,, est un réalisateur d'origine tchadienne né à Beyrouth au Liban.

## Biographie
En 1996 il obtient un diplôme d'étude universitaire général (DEUG) en Arts du spectacle et sociologie à l'Université Lyon 2 et deux ans plus tard en 1998 une Licence Arts Cinématographiques - Université Lyon 2

### Filmographie
- 2019 : Mami Wata[4]
- 2014 : Nulle part[5]